# سرو مالتوسادو
سرو مالتوسادو (به اسپانیایی: Cerro Maltusado) یک کوه در شیلی است. سرو مالتوسادو ۱٬۵۳۷ متر بالاتر از سطح دریا واقع شده‌است.